# Луиза фон Щолберг-Гедерн (1764–1834)
Луиза фон Щолберг-Гедерн (на немски: Luise zu Stolberg-Gedern; * 13 октомври 1764, Гедерн; † 24 май 1834, Карлсруе, Силезия) e принцеса фон Щолберг-Гедерн и чрез женитби херцогиня на Саксония-Майнинген и херцогиня на Вюртемберг.

## Живот
Дъщеря е на княз Христиан Карл фон Щолберг-Гедерн (1725 – 1764) и съпругата му графиня Елеанора Ройс-Лобенщайн (1736 – 1782), дъщеря на граф Хайнрих II Ройс фон Лобенщайн (1702 – 1782). Внучка е на княз Фридрих Карл фон Щолберг-Гедерн. Нейният брат е княз Хайнрих XXXV Ройс фон Лобенщайн (* 1738; † 1805, Париж).
Луиза се омъжва на 5 юни 1780 г. в Гедерн за херцог Карл фон Саксония-Майнинген (1754 – 1782). Бракът е бездетен. След смъртта на нейния съпруг вдовицата Луиза фон Щолберг-Гедерн се омъжва втори път на 21 януари 1787 г. в Майнинген за херцог Ойген (Евгений) фон Вюртемберг (1758 – 1822). Най-големият му брат Фридрих I Вилхелм Карл (1754 – 1816) е от 1806 г. първият крал на Вюртемберг. Сестра му София Доротея Августа (Мария Фьодоровна) (1759 – 1828) е омъжена през 1776 г. за руския император Павел I. Сестра му Елизабет Вилхелмина Луиза (1767 – 1790) е омъжена 1788 г. за император Франц II (1768 – 1835).

## Деца
Луиза фон Щолберг-Гедерн и херцог Евгений фон Вюртемберг имат децата:
- Евгений (1788 – 1857), херцог на Вюртемберг

∞ I. на 20 април 1817 г. за принцеса Матилда фон Валдек-Пирмонт (1801 – 1825), дъщеря на княз Георг I фон Валдек-Пирмонт
∞ II. на 11 септември 1827 г. за принцеса Хелена фон Хоенлое-Лангенбург (1807 – 1880), дъщеря на княз Карл Лудвиг фон Хоенлое-Лангенбург
- Луиза (1789 – 1851)

∞ на 28 септември 1811 г. за Фридрих Август II Карл (1784 – 1853), 3. княз на Хоенлое-Йоринген, син на княз Фридрих Лудвиг фон Хоенлое-Ингелфинген-Йоринген
- Георг Фердинанд (1790 – 1795)
- Хайнрих (1792 – 1797)
- Фридрих Паул Вилхелм (1797 – 1860), херцог на Вюртемберг, изследовател

∞ на 17 април 1827 г. за принцеса Мария София Доротея фон Турн и Таксис (1800 – 1870), дъщеря на княз Карл Александер фон Турн и Таксис